# Skora
Skora je řeka na jihozápadě Polska, pravostranný přítok Czarné Wody.

## Popis toku
Pramení na úpatí bezejmenného kopce severně od obce Rząśnik v Dolnoslezském vojvodství. Teče na východ a pod vrchem Łuczywo se stáčí na sever, vstupuje do lesa a začíná meandrovat. Obtéká tento kopec a pokračuje po úpětí kopce Rawka lesem k severu, kde vystoupí z lesa vtéká do obce Proboszczów. Zde se do ní zleva u vrchu Niedziałek vlévá zleva potok Chełst a nakonci obce zprava potok Debrznik. Skora pak pokračuje poli k severu a na úpatí kopce Kammiena Góra se do ní zprava vlévá Czermnica. Následuje průtok vsí Pielgrzymka, kde se do ni na jihu zleva vlévá Gajowa. Zde již tok mohutní. Na konci Pielgrzymkou před vsí Wojcieszyn zleva přitéká Piaseczna a řada bezejmenných toků zprava. Za Wojcieszynem následuje průtok Uniejowicema, Zagrodnem, Modlikowicema a Jadwisinem, kde se tok stáčí mírně na severovýchod. U Piotrowic přitéká zleva Osetnický kanál.
Následuje průtok městem Chojnów, kde se tok stáčí zcela na východ. Protéká vsí Goliszów a Niedźwiedzice. Následně na západním okraji Grzymalina se vlévá do Czarné Wody.

## Galerie

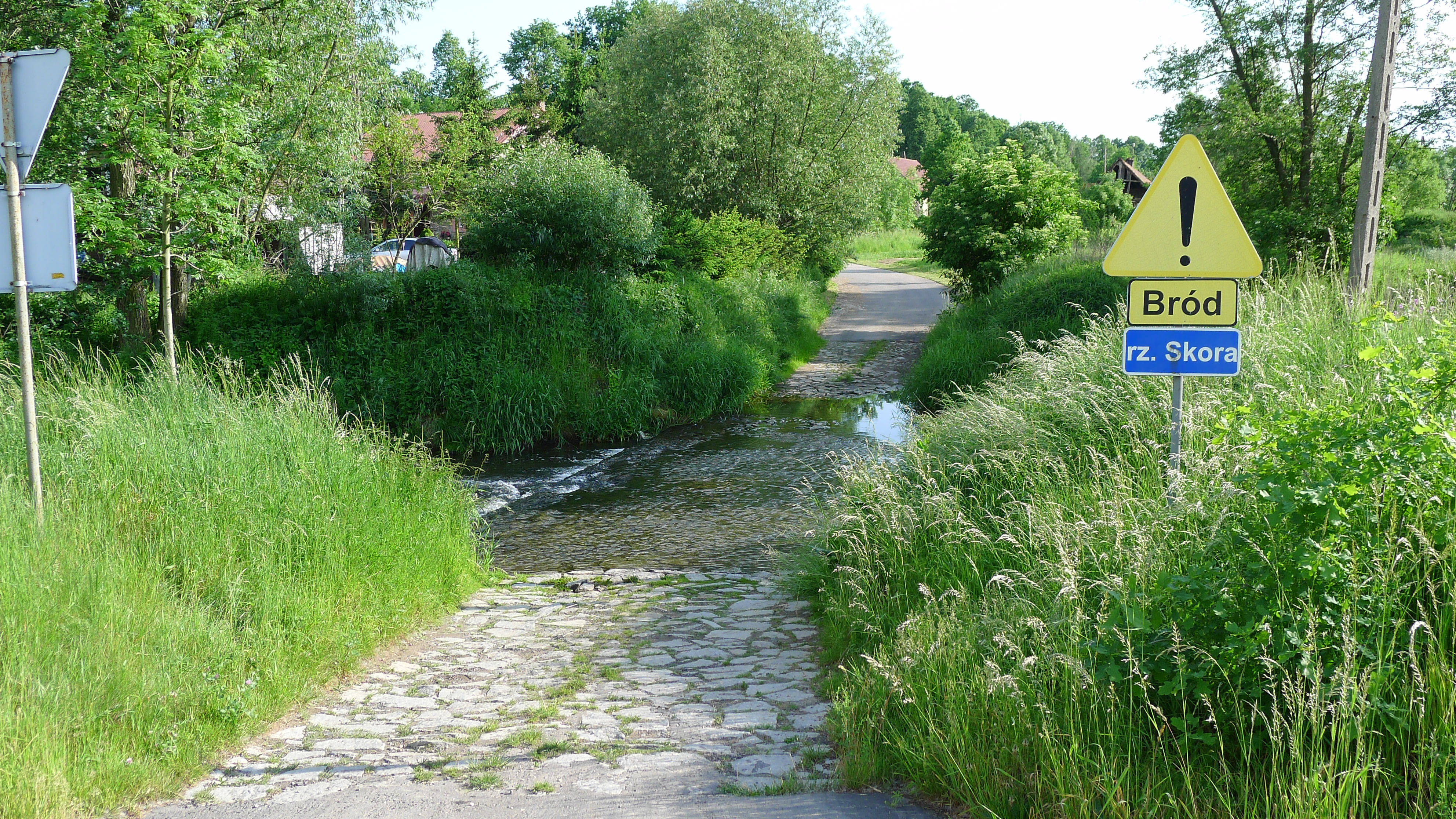
Brod přes řeku
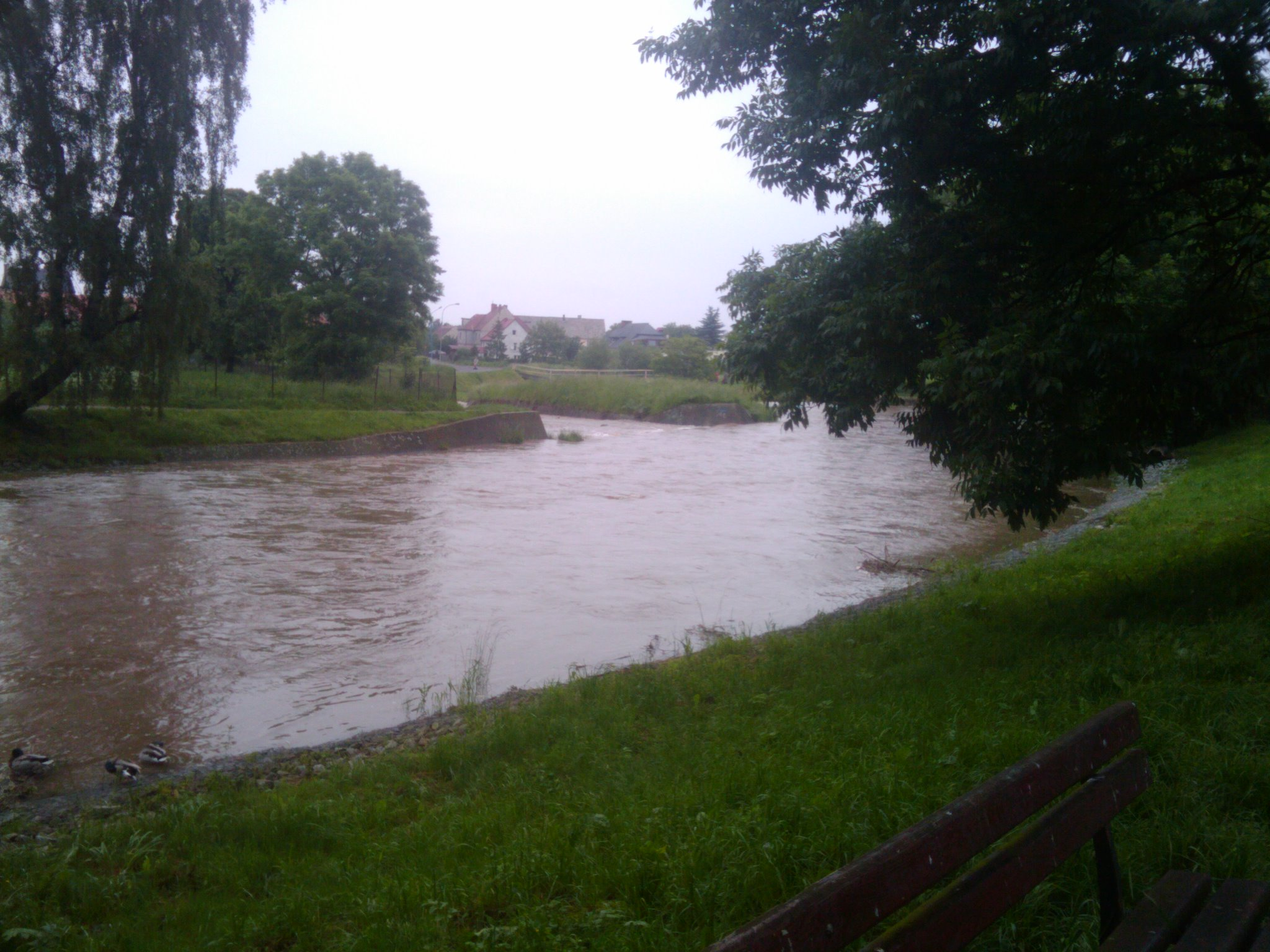
Skora v Chojnówě (2010)
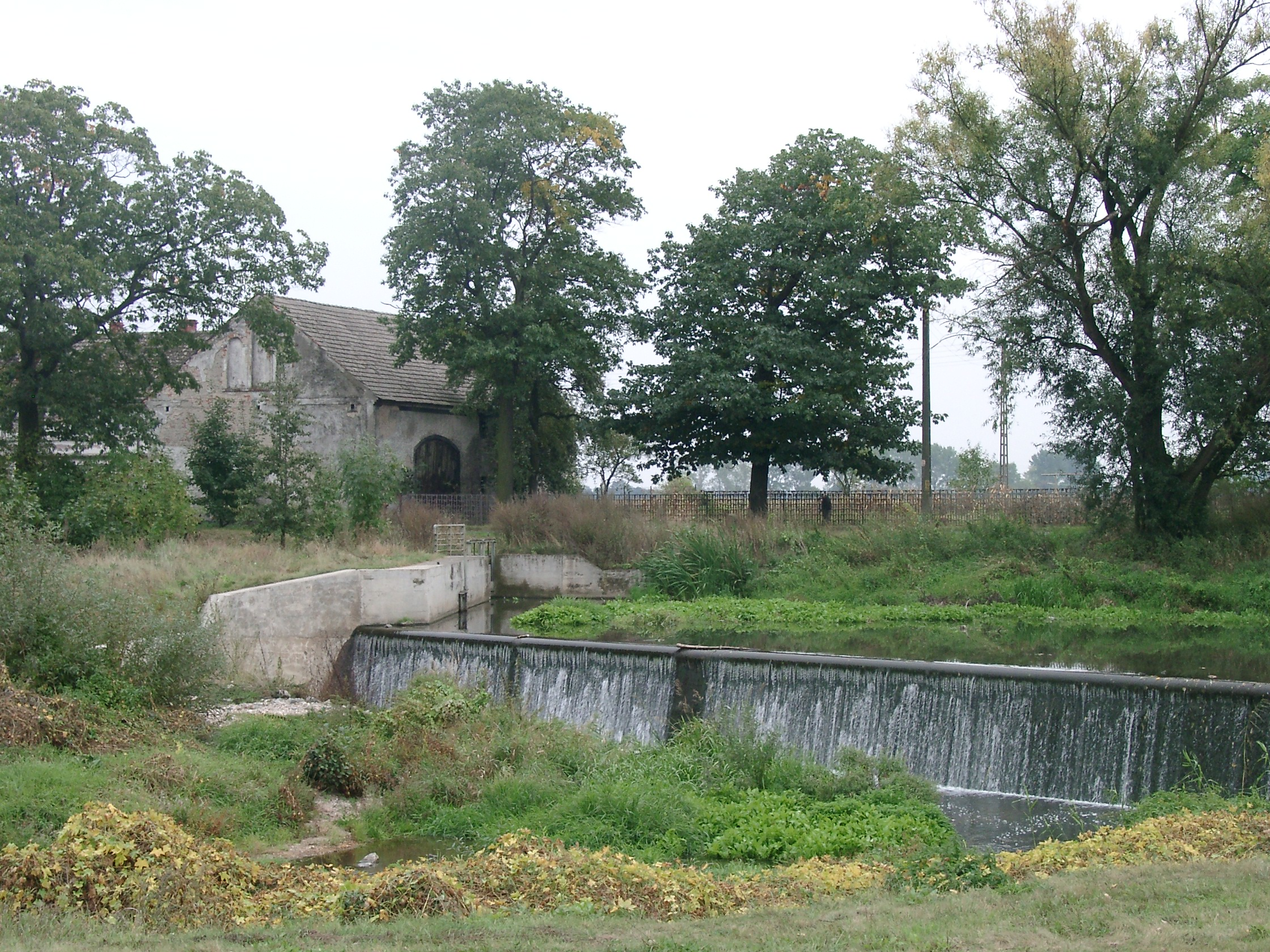
Jez v Goliszowě (2005)